# Łukasz Drewniak
Łukasz Drewniak – polski biolog, mikrobiolog, biotechnolog, dr hab. nauk biologicznych, profesor Instytutu Mikrobiologii i prodziekan Wydziału Biologii Uniwersytetu Warszawskiego.

## Życiorys
W 2009 r. obronił pracę doktorską pt. Charakterystyka bakterii arsenowych wyizolowanych z kopalni złota w Złotym Stoku, której promotorem była prof. Aleksandra Skłodowska, w 2017 r. habilitował się na podstawie pracy zatytułowanej Mikrobiologiczne oczyszczanie środowisk zanieczyszczonych arsenem - charakterystyka i zastosowanie bakterii metabolizujących związki arsenu. W 2022 r. uzyskał tytuł profesora nauk ścisłych i przyrodniczych. Był adiunktem w Pracowni Analizy Skażeń Środowiska na Wydziale Biologii Uniwersytetu Warszawskiego.
Jest profesorem w Instytucie Mikrobiologii, oraz prodziekanem na Wydziale Biologii Uniwersytetu Warszawskiego. Należy do Rady Dyscypliny Naukowej – Nauk Biologicznych Uniwersytetu Warszawskiego.